# San Giovanni Evangelista a Patmos (Caroto)
San Giovanni Evangelista a Patmos, è un dipinto del pittore veronese Giovan Francesco Caroto conservato presso la Národní galerie di Praga.